# Сел (Приморски Шарант)
Сел (фр. Celles) је насеље и општина у западној Француској у региону Поату-Шарант, у департману Приморски Шарант која припада префектури Жонзак.
По подацима из 2011. године у општини је живело 320 становника, а густина насељености је износила 53,33 становника/km². Општина се простире на површини од 6 km². Налази се на средњој надморској висини од 30 метара (максималној 44 m, а минималној 8 m).

## Демографија
| 1962. | 1968. | 1975. | 1982. | 1990. | 1999. | 2011. |
| ----- | ----- | ----- | ----- | ----- | ----- | ----- |
| 320   | 325   | 267   | 256   | 280   | 251   | 320   |

График промене броја становника у току последњих година